# إيرفينغ بيري
إيرفينغ بيري (بالإسبانية: Irving Berry)‏ مواليد 11 يناير 1986 في بنما، هو ملاكم محترف بنمي يصنف ضمن فئة وزن الريشة.

## إحصائيات
خاض خلال مسيرته 22 نزالا، فاز في 18 وتعادل في 2 وخسر في 2. فاز بالضربة القاضية في 9 نزالات.

## روابط خارجية
- إيرفينغ بيري على موقع بوكس ريك (الإنجليزية) (registration required)